# Fori Regni Aragonum

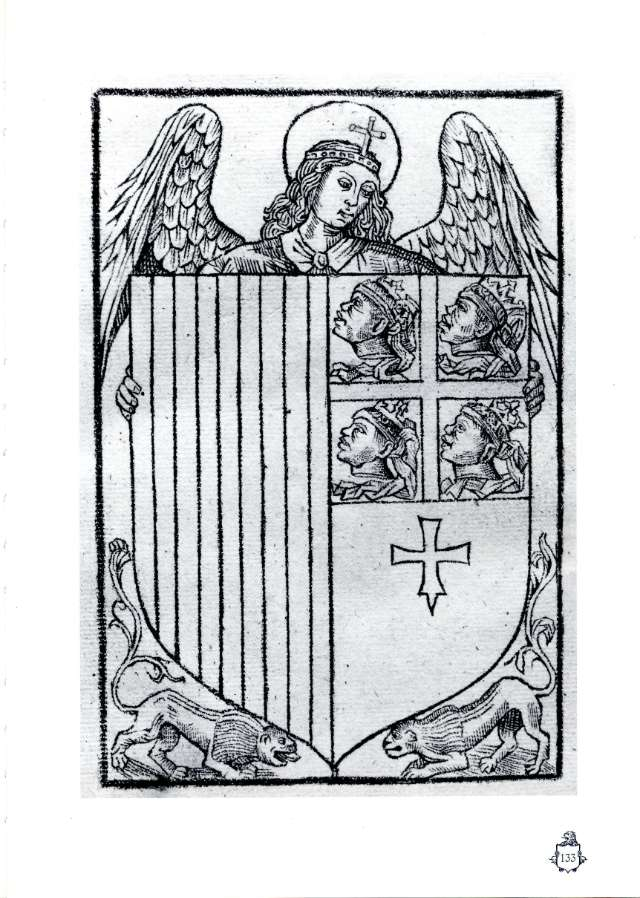
Escut d'Aragó als Fori Regni Aragonum (Ed. 1496)

Fori Regni Aragonum és l'edició dels Furs d'Aragó que feu Gundisalvo García de Sancta María a Saragossa l'any 1477. Els impressors foren Paulo Hurus i Heinrich Bote. Aquesta primera edició comprèn els Furs d'Aragó des de la Compilación de Huesca fins a les Cortes de Zaragoza del 1467, així com les Observancias de Martín Díaz d'Aux.
L'impressor Paulo Hurus feu una segona edició dels Fori Regni Aragonum el 1496, que comprèn els Furs d'Aragó des de la Compilación de Huesca fins a les Cortes de Zaragoza del 1477, així com les Observancias.